# 澎湖縣政府稅務局
澎湖縣政府稅務局（英語：Local Tax Bureau, Penghu County），簡稱澎湖稅務局，前身澎湖縣政府稅捐稽徵處，中華民國澎湖縣政府所屬一級行政機關，1963年7月1日揭牌成立，最初隸屬臺灣省政府財政廳稅務局，2000年元月份起改隸澎湖縣政府。自2015年起，澎湖縣稅務局下轄三室（會計室、政風室、人事室）、五科（土地稅科、房屋稅科、服務科、資訊科、行政科），主要業務為稽查、徵收地方稅務等事宜。23°34′10″N 119°33′56″E / 23.569315°N 119.565602°E

## 澎湖稅務沿革

### 清領時期
澎湖自臺灣清領時期關於徵稅的文獻紀錄較為詳盡，清代澎湖廳以地丁稅、鹽稅、雜稅為主要稅金收入，因澎湖面積不大、土地貧瘠，歲入幾乎是全清帝國繳納金額最少的廳級單位，連地方辦公經費也不足以應付，多仰賴臺灣本島各縣府撥款接濟，雖然鹽課收入相對高，但幾乎拿去替在澎湖駐防的兵丁貼補加餉，對民生幫助有限。:1-13

### 日治時期
1895年，因清廷簽訂〈馬關條約〉之故，清、日易幟，臺灣、澎湖群島換由日本帝國統治。日本引進西方的財政體系，導入預算制度，將中央和地方的財政稅收獨立出來，新設立的澎湖廳行政組織在明治31年（1898年）啟用，由總務課負責編列、分配預算，會計課負責預算執行、決算編制等事宜。澎湖廳財政會計年度自每年4月1日起，迄於次年3月31日，一般預算會經澎湖廳協議會討論，再呈報予臺灣總督府核定執行；決算書亦需向協議會和臺灣總督府報告後，再公告決算。:15-16
綜觀日治時期，地方制度雖然幾經變革，在戰爭爆發之前，澎湖廳在教育上支出佔大半比例。昭和12年（1937年）之後，因應日本對外戰事屢起，為了籌募加增的軍費，日本國內各地陸續有提高稅率、開徵新稅等措施，連帶澎湖廳財政也受到影響，戰爭後期更常有被動員興築防空壕、挖坑道等軍事支出。:68-69

### 中華民國時期

#### 戰後初期

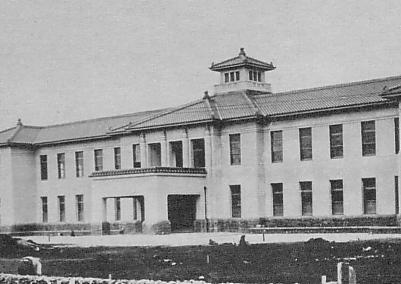
昭和九年（1934年）落成的澎湖廳舍外觀。民國38年至51年（1949年－1962年），稅捐業務皆在縣府內辦公室的財政科辦理。

1945年，日本帝國在二戰中戰敗，中華民國接收台灣、澎湖，行政組織一應調整。民國35至40年（1946年－1951年）間為日本與國民政府組織編制的過渡期，財政方面主要分成「國省稅」和「地方稅」，國稅、省稅另可拆分，不過國稅常常委託省政府代徵。戰後初期，「國省稅」沿用不少日治時期即有的稅目，亦新增不少原中華民國大陸政府時期課稅項目，其中有一「統籌分配稅」制度為中華民國政府引介，即將「國省分配稅」、「國省附加稅」提撥若干比例做為轄下縣市的地方收入，作為調節鄉鎮的財政所用。:74-77
民國35年（1946年）3月，澎湖設立「澎湖縣稅捐稽徵所」，同時受臺灣省政府財政廳、澎湖縣政府財政科監督與指導，同年12月組織擴編，更名「澎湖縣稅捐稽徵處」。民國38年（1949年），澎湖縣政府鑒於澎湖工商業不發達、稅源有限，業務縮編，將稅捐稽徵處裁撤，原先業務移併至澎湖縣財政科負責。
民國39年（1950年）6月25日，韓戰爆發之後，美國開始恢復提供中華民國政府經濟以及軍事援助，由於美國財政會計年度是採需跨年度「七月制」，亦即每一年的上半年總預算案經美國國會通過之後，每年七月才能進行撥款，原本中華民國接收台灣後，台灣政府的會計年度一直採行「曆年制」，為方便中央編制預算能將美援金額列入考量，自民國42年（1953年）6月20日預算法公布，將會計年度調整成「七月制」；而國營企業的會計年度仍採「曆年制」，直到民國60年（1971年）才統一改成「七月制」。
但根據《澎湖縣政府稅務局史》一書資料，中華民國政府公佈政府的財政會計年度採「七月制」時間是在民國48年（1959年）8月12日。:36

#### 臺灣省政府時期

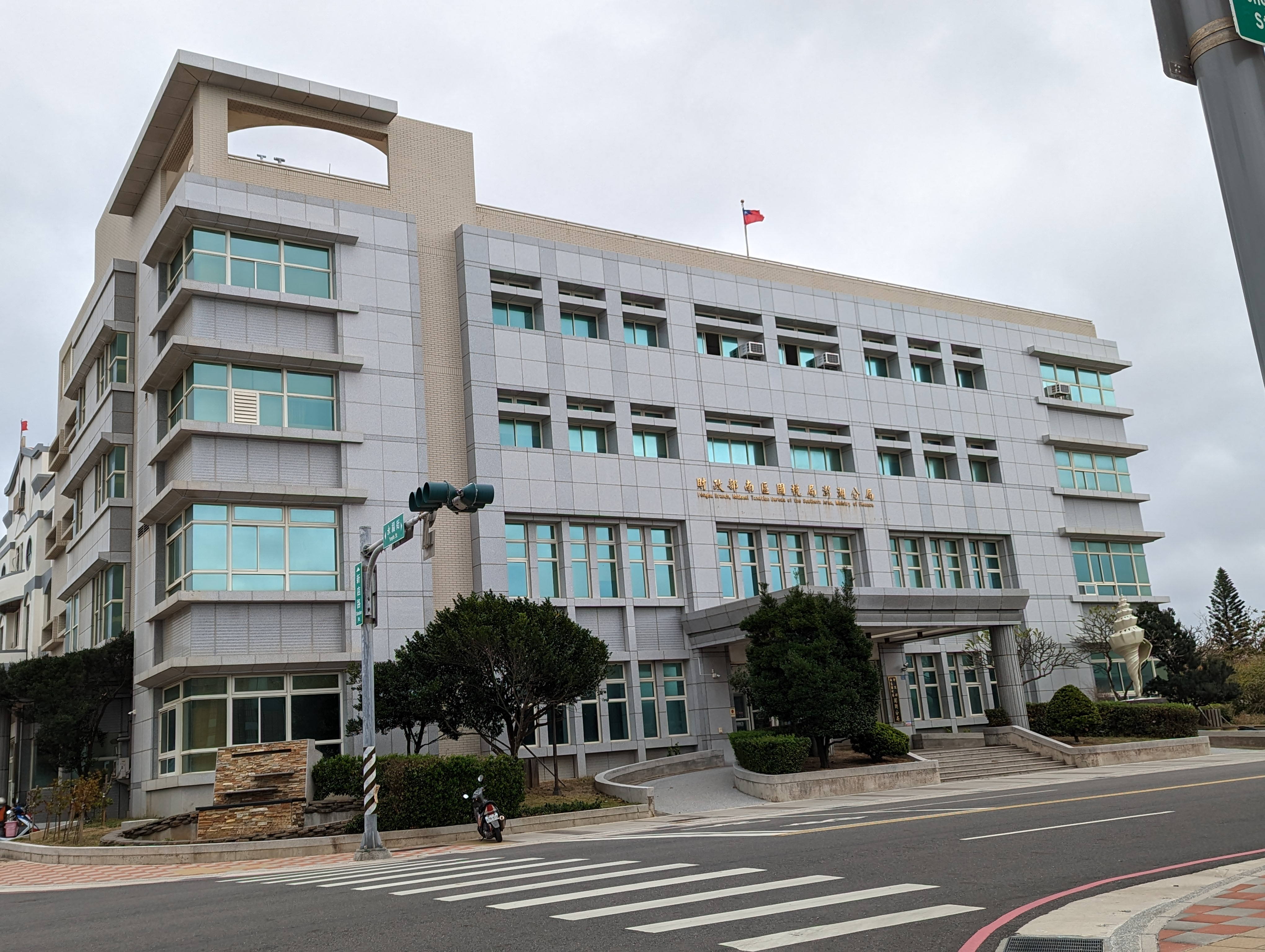
財政部南區國稅局澎湖分局辦公大樓，該辦公廳在2009年間落成啟用，地址：澎湖縣馬公市西文里新店路261號。

民國52年（1963年）7月1日，澎湖縣再度設立稅務單位，由臺灣省政府開辦澎湖縣稅捐稽徵處（俗稱「稅捐處」），首任處長為省政府派任的蔣文雄，初時辦公室設於馬公市中華路段，同月21日開始興建新的辦公廳、9月28日首度開徵「地價稅」與「戶稅」。民國67年（1978年），澎湖地區全面頒訂規定地價。民國69年（1980年），中央財政部推動地方稅務電腦化作業，故於民國72年（1983年），委託逢甲大學，替澎湖稅捐處辦理建構房屋稅、土地稅稅籍的檔案建置。民國81年（1992年）元月，原稅務違章案件裁罰係由澎湖地方法院民事法庭審理，改由澎湖稅捐處負責裁罰。
民國81年（1992年）同年9月1日，行政院財政部成立國稅局，原國稅徵收業務委由臺灣省政府代徵之業務，悉數收回予國稅局辦理，澎湖地區因應成立「財政部臺灣省南區國稅局澎湖縣分局」，首任分局長為辛純浩。:135-137
民國85年（1996年），中華民國政府修改財政會計年度，將原本「七月制」更易為「曆年制」，並於民國88年（1999年）正式實施。同年，中華民國政府實施「精省」，原臺灣省政府功能虛級化，財政稅收等業務也一併重新分配，民國89年（2000年）1月，澎湖縣稅捐稽徵處自臺灣省政府財政廳脫離，依據「地方制度法」，改隸澎湖縣政府所屬機關，機關全銜遂變易為「澎湖縣稅捐稽徵處」。

#### 澎湖縣政府時期

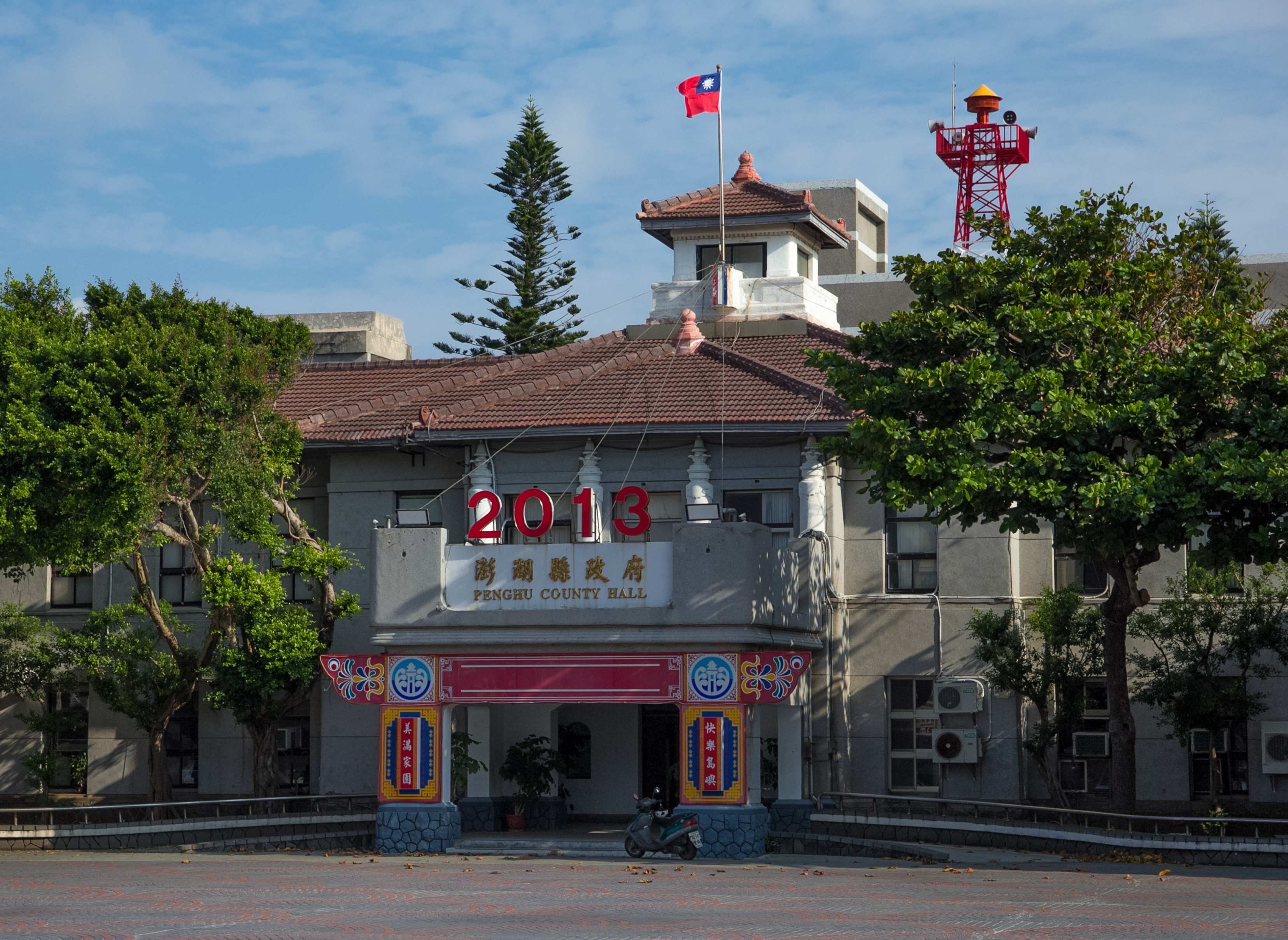
當代澎湖縣政府建築外觀。

民國89年（2000年），澎湖縣稅捐稽徵處正式掛牌成立，一改臺灣省政府時期各地機關首長悉數由省政府派任，新任處長王乾發首度由澎湖縣長任命、王乾發同時也是首位澎湖籍出身的稅捐處處長，並依「澎湖縣政府組織自治條例」規定，縣府一級局處得增設「副處長」一職，澎湖稅捐處首任副處長為劉富麗。
民國89年（2000年）1月1日，因應法務部行政執行署成立，澎湖欠稅案件移轉至該署高雄分署處理。:36
民國92年（2003年）1月1日，澎湖稅捐處將原代徵「營業稅」項目，奉令回歸至財政部國稅局，原稅捐處負責營業稅之業務計10名相關人員，亦隨同業務移撥至國稅局澎湖分局，澎湖稅捐處正式員額編制自79人調降至60人。:8-9
民國96（2007年）7月1日，配合縣政府組織修編，機關全銜更名為「澎湖縣政府稅捐稽徵處」。民國100年（2011年）7月1日，配合縣政府組織自治條例修正，機關全銜更易為「澎湖縣政府稅務局」，首任局長為鄭啓右。:42-43

## 組織編制

### 編制表
澎湖縣稅務局暨前身單位自民國52年（1963年）開辦迄今，在民國56年（1967年）、67年（1978年）、82年（1993年）、89年（2000年）、92年（2003年）、100年（2011年）以及104年（2015年）皆有組織編制調整紀錄。民國104年（2015年）後組織系統正、副局長以及祕書以下，下轄三室五科，分別是會計室、政風室、人事室、土地稅科、房屋稅科、服務科、資訊科、行政科，茲收錄如下表格：
| 主管職銜 | 主管職銜 | 主管職銜 | 科室     | 業務內容                                                                                                   |
| -------- | -------- | -------- | -------- | --- |
| 局長     | 副局長   | 祕書     | 政風室   | - 政風業務                                                                                                 |
| 局長     | 副局長   | 祕書     | 人事室   | - 人事管理                                                                                                 |
| 局長     | 副局長   | 祕書     | 會計室   | - 歲計、統計、會計等業務                                                                                   |
| 局長     | 副局長   | 祕書     | 行政科   | - 各項稅捐內部稽查、擬定發展策略。 - 文書管理、出納等庶務雜項。                                            |
| 局長     | 副局長   | 祕書     | 土地稅科 | - 地價稅、土地增值稅、娛樂稅、田賦等稽徵。 - 印花稅催徵。 - 工程受益費等稽徵。                             |
| 局長     | 副局長   | 祕書     | 房屋稅科 | - 房屋稅、契稅、使用牌照稅之稽徵。                                                                         |
| 局長     | 副局長   | 祕書     | 服務科   | - 單照管理、欠稅處理、違章漏稅案件稽查。 - 稅務行政救濟、財務罰鍰等處理。 - 納稅服務、租稅教育等宣導事項。 |
| 局長     | 副局長   | 祕書     | 資訊科   | - 電子作業管制、資訊管理、機器操作維護事項。 - 退稅、稅款劃解等等。                                        |

### 員額表
根據2021年6月所出版《澎湖稅務局局史》一書收錄，該年度澎湖稅務局編制，正式員額37名，留用人員1名（遇缺不補），其他人員30名，茲收錄局處職銜與員額人數如下：
| 局長室 | 局長室 | 副局長室 | 副局長室 | 會計室   | 會計室 | 政風室   | 政風室 | 人事室       | 人事室 |
| 職稱   | 員額   | 職稱     | 員額     | 職稱     | 員額   | 職稱     | 員額   | 職稱         | 員額   |
| ------ | ------ | -------- | -------- | -------- | ------ | -------- | ------ | ------------ | ------ |
| 局長   | 1      | 副局長   | 1        | 主任     | 1      | 主任     | 1      | 主任         | 1      |
| 局長   | 1      | 副局長   | 1        | 科員     | 1      | 臨時人員 | 1      | 專業臨時人員 | 1      |
| 局長   | 1      | 副局長   | 1        | 辦事員   | 1      |          |        |              |        |
| 局長   | 1      | 副局長   | 1        | 臨時人員 | 1      |          |        |              |        |

| 行政科     | 行政科 | 土地稅科     | 土地稅科 | 房屋稅科     | 房屋稅科 | 服務科       | 服務科 | 資訊科       | 資訊科 |
| 職稱       | 員額   | 職稱         | 員額     | 職稱         | 員額     | 職稱         | 員額   | 職稱         | 員額   |
| ---------- | ------ | ------------ | -------- | ------------ | -------- | ------------ | ------ | ------------ | ------ |
| 祕書兼科長 | 1      | 科長         | 1        | 科長         | 1        | 科長         | 1      | 科長         | 1      |
| 檢核員     | 1      | 稅務員       | 3        | 股長         | 1        | 稅務員       | 2      | 稅務員       | 2      |
| 科員       | 3      | 助理稅務員   | 2        | 稅務員       | 4        | 助理稅務員   | 4      | 助理稅務員   | 1      |
| 駕駛       | 1      | 書記         | 1        | 助理稅務員   | 2        | 約僱人員     | 1      | 約聘人員     | 2      |
| 約僱人員   | 3      | 約僱人員     | 1        | 工友         | 1        | 專業臨時人員 | 3      | 約僱人員     | 1      |
| 臨時人員   | 4      | 專業臨時人員 | 1        | 約僱人員     | 1        | 臨時人員     | 1      | 專業臨時人員 | 1      |
|            |        | 臨時人員     | 3        | 專業臨時人員 | 1        |              |        | 臨時人員     | 1      |
|            |        |              |          | 臨時人員     | 1        |              |        |              |        |

### 歷任首長

#### 稅捐稽徵處時期
| 任別 | 姓名   | 性別 | 任期                                | 備註 |
| ---- | ------ | ---- | ----------------------------------- | --- |
| 01   | 蔣文雄 | 男   | 起：1963年7月1日 迄：1965年9月18日  | - 臺灣省政府派任 |
| 02   | 胡匡瑞 | 男   | 起：1965年9月18日 迄：1967年2月18日 | - 臺灣省政府派任 |
| 03   | 駱萬富 | 男   | 起：1967年2月18日 迄：1969年9月6日  | - 臺灣省政府派任 |
| 04   | 張明度 | 男   | 起：1969年9月6日 迄：1972年8月1日   | - 臺灣省政府派任 |
| 05   | 邢公儀 | 男   | 起：1972年8月1日 迄：1975年8月8日   | - 臺灣省政府派任 |
| 06   | 許全福 | 男   | 起：1975年8月8日 迄：1977年11月9日  | - 臺灣省政府派任 |
| 07   | 陳毓雋 | 男   | 起：1977年11月9日 迄：1982年9月1日  | - 臺灣省政府派任 |
| 08   | 盧義   | 男   | 起：1982年9月1日 迄：1986年9月1日   | - 臺灣省政府派任 |
| 09   | 羅士熹 | 男   | 起：1986年2月3日 迄：1989年3月1日   | - 臺灣省政府派任 |
| 10   | 李久德 | 男   | 起：1989年3月1日 迄：1992年9月10日  | - 臺灣省政府派任 |
| 11   | 黃顯明 | 男   | 起：1992年9月10日 迄：1994年11月1日 | - 臺灣省政府派任 |
| 12   | 江兆國 | 男   | 起：1994年11月1日 迄：2000年3月1日  | - 臺灣省政府派任，省政府時期末代首長。 - 臺灣省政府派任時期任職年份最長的首長，總計6年4個月。                        |
| 13   | 王乾發 | 男   | 起：2000年3月1日 迄：2002年3月1日   | - 2000年1月份起單位改隸澎湖縣政府。 - 首位澎湖籍主管                                                                 |
| 14   | 鄭啓右 | 男   | 起：2002年3月1日 迄：2011年7月1日   | - 代理職：2002年3月1日－9月19日。:137 - 歷屆任期最久的處長暨局長。 - 處長9年3個月、局長8年6個月餘，共計17年9個月餘。 |

#### 稅務局時期
| 任別 | 姓名   | 性別 | 任期                                | 任期                                | 備註                                                                           |
| ---- | ------ | ---- | ----------------------------------- | ----------------------------------- | ------------------------------------------------------------------------------ |
| 01   | 鄭啓右 | 男   | 起：2011年7月1日 迄：2019年1月16日  | 起：2011年7月1日 迄：2019年1月16日  | - 歷屆任期最久的處長暨局長。 - 處長9年3個月、局長8年6個月餘，共計17年9個月餘。 |
| 02   | 曾慧香 | 女   | 起：2019年1月16日 迄：2021年7月16日 | 起：2019年1月16日 迄：2021年7月16日 | - 總任第15任 - 首位女性主管                                                    |
| 03   | 林宏城 | 男   | 代理                                | 起：2021年7月16日 迄：2022年1月28日 | - 時任副局長                                                                   |
| 03   | 林宏城 | 男   | 起：2022年1月28日                   | 起：2022年1月28日                   | - 總任第16任                                                                   |

## 主要業務

### 歷年稅徵列表
澎湖縣政府稅務局主要業務及處理稅徵，自民國53年（1964年）會計年度之後皆有稅徵紀錄，稽徵項目幾經增減變革，又逢民國81年（1992年）九月間，中華民國財政部設立北、中、南區的國稅局，經一連串臺灣省政府功能業務與組織調整，民國89年（2000年）元月起自臺灣省政府稅務局單位移轉、改澎湖縣政府管轄，逢財政會計年度採計變動（跨年度「七月制」改成單一年度的「曆年制」），其他原澎湖稅務局部份稽徵項如營業稅在民國92年（2003年）1月挪交至財政部南區國稅局負責。本列表收錄自民國87年 （1998年）會計年度後，澎湖稅務局自開辦、移轉之後皆未曾變動、保留迄今的七項稅捐稽徵項目，截止至民國109年（2020年）會計年度，列表如下：
| 會計年度別                                 | 地價稅  | 土地 增值稅 | 房屋稅  | 使用 牌照稅 | 契稅   | 印花稅 | 娛樂稅 | 備註                 |
| ------------------------------------------ | ------- | ----------- | ------- | ----------- | ------ | ------ | ------ | -------------------- |
| 民國87年度（FY 1998）                      | 64,563  | 90,867      | 68,557  | 90,898      | 25,425 | 10,355 | 4,056  | 臺灣省政府時期       |
| 民國88年度（FY 1999）                      | 65,956  | 94,395      | 71,524  | 94,111      | 26,235 | 10,873 | 3,614  | 臺灣省政府時期       |
| 民國88年下半年度暨89年度 （FY 1999－2000） | 135,335 | 123,599     | 76,468  | 101,581     | 26,671 | 14,752 | 5,084  | 財政會計年度採計改制 |
| 民國90年（FY 2001）                        | 72,747  | 62,919      | 75,016  | 40,967      | 15,046 | 8,813  | 3,220  |                      |
| 民國91年（FY 2002）                        | 71,961  | 46,168      | 70,883  | 33,471      | 11,868 | 8,787  | 3,679  |                      |
| 民國92年（FY 2003）                        | 74,227  | 61,771      | 71,380  | 43,319      | 11,028 | 9,709  | 4,229  |                      |
| 民國93年（FY 2004）                        | 71,158  | 55,374      | 74,723  | 49,989      | 13,415 | 6,796  | 4,260  |                      |
| 民國94年（FY 2005）                        | 73,475  | 59,752      | 74,230  | 49,126      | 15,568 | 6,332  | 3,922  |                      |
| 民國95年（FY 2006）                        | 79,936  | 84,080      | 75,534  | 49,183      | 16,566 | 7,302  | 3,355  |                      |
| 民國96年（FY 2007）                        | 78,433  | 86,200      | 76,924  | 43,340      | 11,458 | 6,597  | 2,881  |                      |
| 民國97年（FY 2008）                        | 77,942  | 84,036      | 82,469  | 34,227      | 16,096 | 8,160  | 2,582  |                      |
| 民國98年（FY 2009）                        | 77,869  | 71,606      | 85,798  | 34,968      | 11,829 | 6,374  | 2,369  |                      |
| 民國99年（FY 2010）                        | 78,098  | 68,327      | 88,126  | 36,913      | 15,594 | 7,688  | 2,161  |                      |
| 民國100年（FY 2011）                       | 79,780  | 104,175     | 90,449  | 39,879      | 13,383 | 11,370 | 2,214  |                      |
| 民國101年（FY 2012）                       | 80,927  | 111,217     | 92,472  | 43,012      | 14,094 | 9,281  | 2,130  |                      |
| 民國102年（FY 2013）                       | 84,905  | 243,578     | 93,109  | 46,169      | 14,010 | 9,625  | 2,146  |                      |
| 民國103年（FY 2014）                       | 84,816  | 295,297     | 95,715  | 49,535      | 16,708 | 10,654 | 2,133  |                      |
| 民國104年（FY 2015）                       | 80,777  | 357,218     | 103,591 | 59,550      | 14,020 | 16,489 | 1,907  |                      |
| 民國105年（FY 2016）                       | 81,655  | 214,428     | 107,256 | 62,141      | 13,246 | 10,781 | 1,864  |                      |
| 民國106年（FY 2017）                       | 82,405  | 241,132     | 109,894 | 66,253      | 16,259 | 12,661 | 1,783  |                      |
| 民國107年（FY 2018）                       | 81,405  | 248,782     | 115,918 | 68,291      | 22,849 | 13,591 | 2,047  |                      |
| 民國108年（FY 2019）                       | 82,545  | 263,133     | 122,845 | 71,645      | 24,953 | 15,132 | 2,308  |                      |
| 民國109年（FY 2020）                       | 84,179  | 263,133     | 119,624 | 75,645      | 22,015 | 15,950 | 2,477  |                      |

### 已停徵項目
| 編號 | 稅名           | 說明                                                                                          | 來源  |
| ---- | -------------- | --------------------------------------------------------------------------------------------- | ----- |
| 01   | 營利事業所得稅 | 行政院中央單位委託臺灣省政府代徵， 1992年後移撥至財政部南區國稅局澎湖分局辦理。               | [ 2 ] |
| 02   | 綜合所得稅     | 行政院中央單位委託臺灣省政府代徵， 1992年後移撥至財政部南區國稅局澎湖分局辦理。               | [ 2 ] |
| 03   | 貨物稅         | 行政院中央單位委託臺灣省政府代徵， 1992年後移撥至財政部南區國稅局澎湖分局辦理。               | [ 2 ] |
| 04   | 遺產稅         | 行政院中央單位委託臺灣省政府代徵， 1992年後移撥至財政部南區國稅局澎湖分局辦理。               | [ 2 ] |
| 05   | 贈與稅         | 行政院中央單位委託臺灣省政府代徵， 1992年後移撥至財政部南區國稅局澎湖分局辦理。               | [ 2 ] |
| 06   | 證券交易稅     | 行政院中央單位委託臺灣省政府代徵， 1992年後移撥至財政部南區國稅局澎湖分局辦理。               | [ 2 ] |
| 08   | 田賦           | 自1987年第二期停徵。                                                                          | [ 2 ] |
| 09   | 屠宰稅         | 自1987年停徵。                                                                                | [ 2 ] |
| 10   | 筵席稅         | 舊名「筵席及娛樂稅法」，1980年因徵收不易而廢除； 筵席稅後被併入營業稅課徵，並另修訂娛樂稅法。 | [ 2 ] |

## 辦公廳
民國54年（1965年），澎湖稅捐處辦公廳完工，總面積 939.78 平方公尺（284.28 坪）的兩層樓建築，後因應西側另建辦公樓，多以「東棟」代稱。民國68年（1979年），澎湖稅捐處辦公廳另建西棟前大樓；民國77年（1988年）11月19日，西棟後大樓增建竣工，「西棟」辦公廳為地上三層、地下一層的建築物，總面積計 2197.97 平方公尺（664.89 坪）。:23-25
民國86年（1997年），西棟辦公廳成立服務中心，開放給民眾作業的櫃檯區，並提供洽談、寫字以及電腦查詢的公共空間。:35

## 圖輯

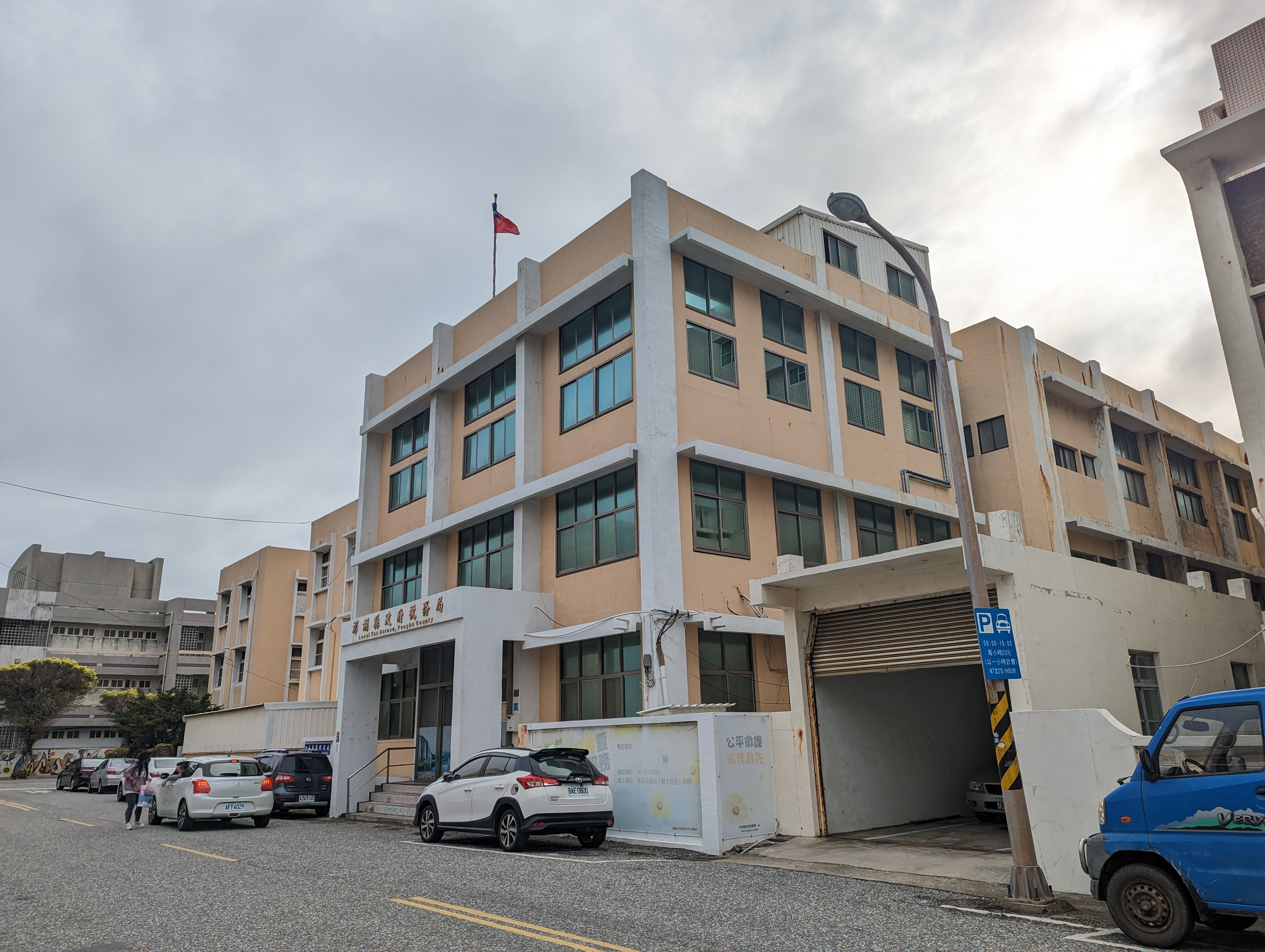
稅務局：治平路大門
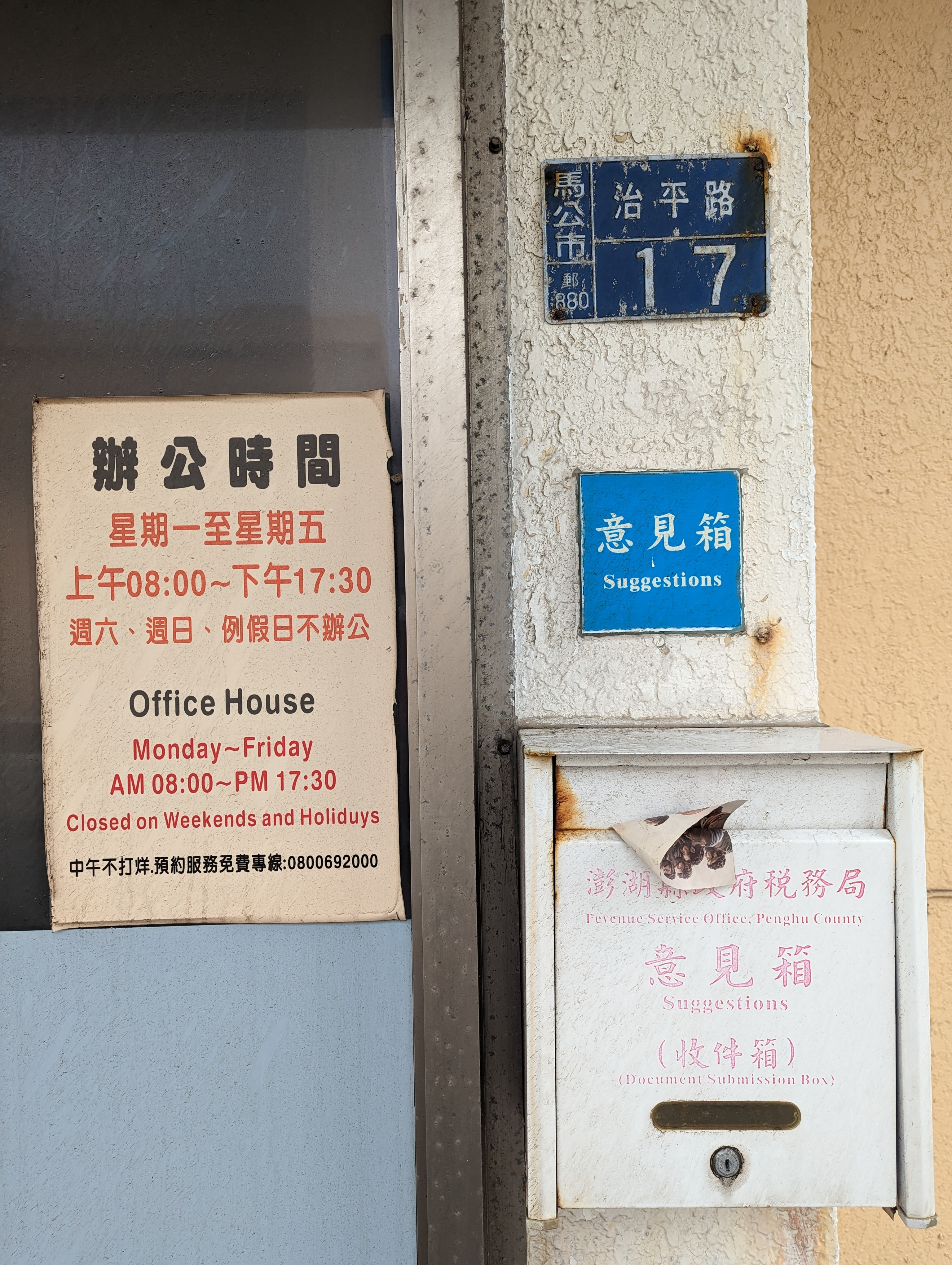
門牌、辦公時間
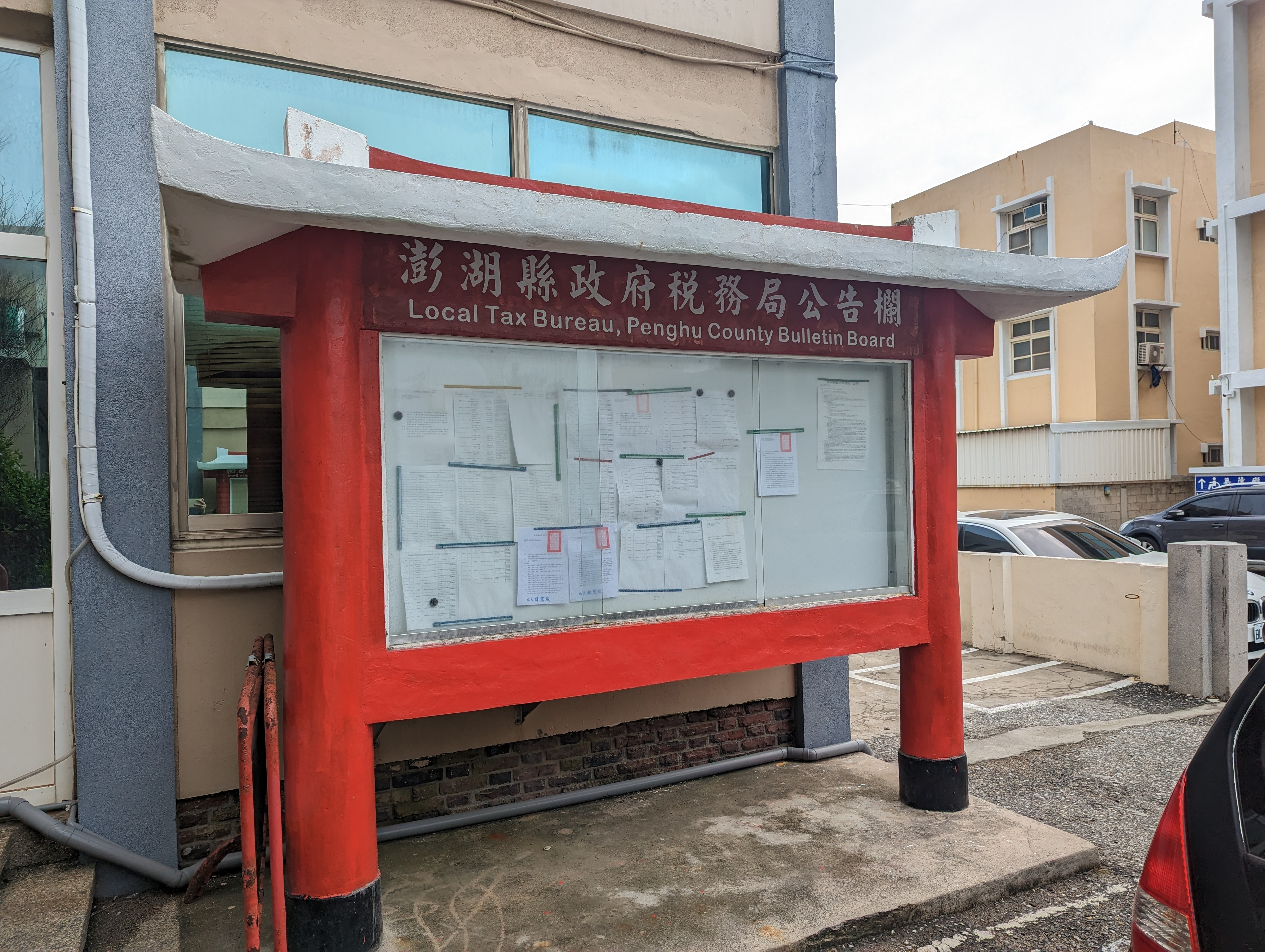
治平路上公告欄
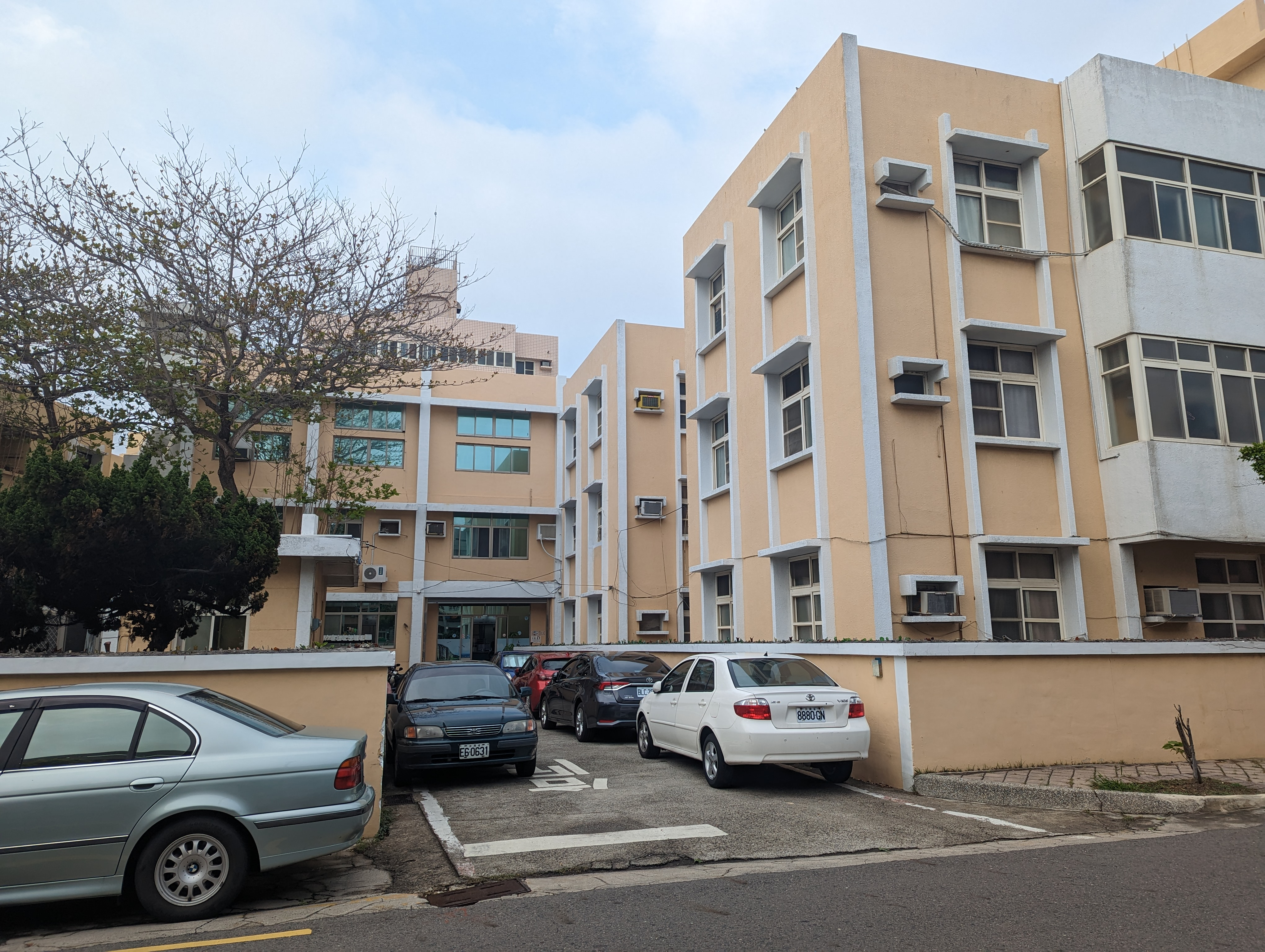
樹德路路口
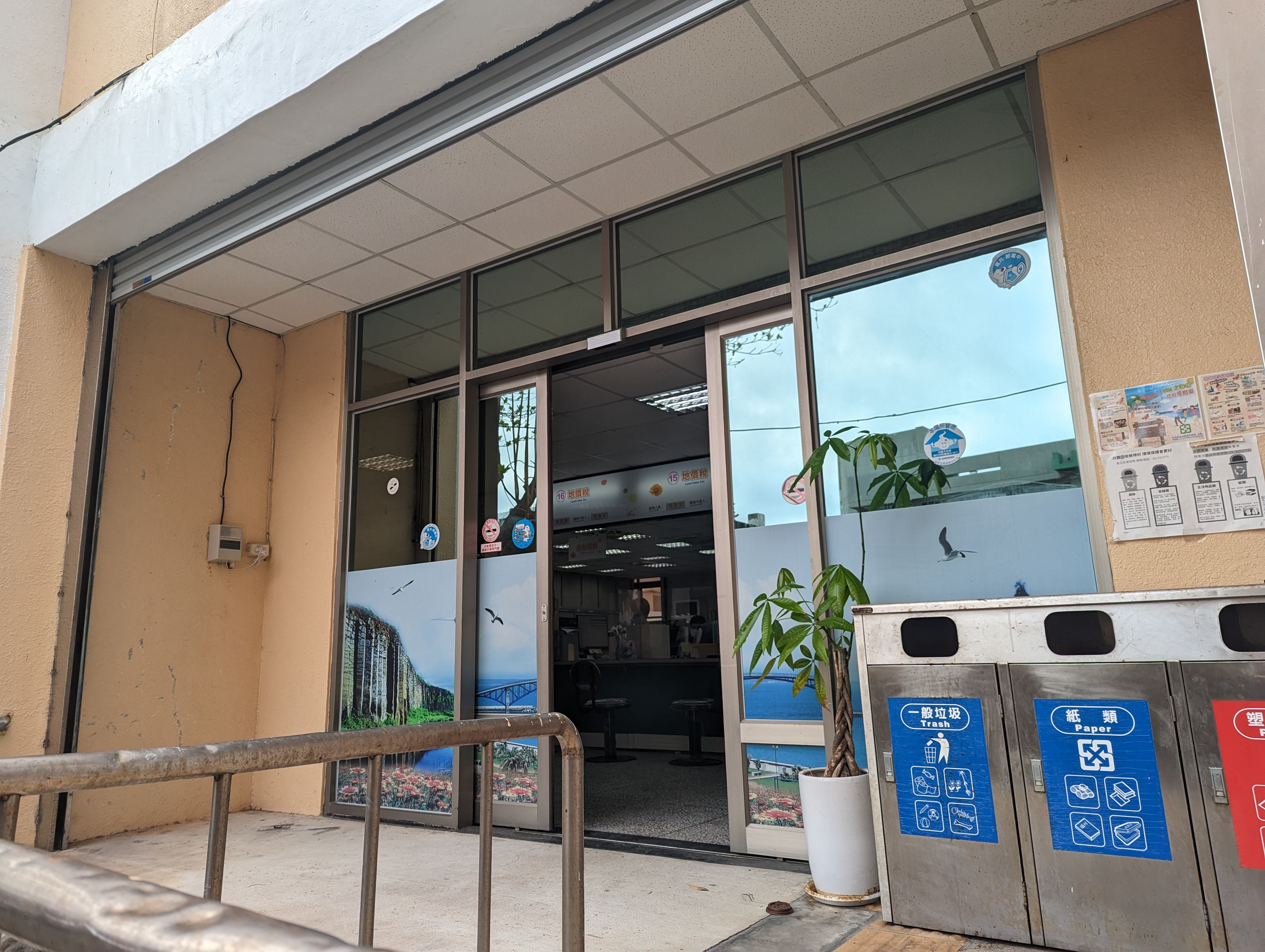
稅務局：樹德路大門

## 外部連結
- 澎湖縣政府稅務處 （页面存档备份，存于）
- 愛在菊島來說稅的Facebook專頁